# PC booter

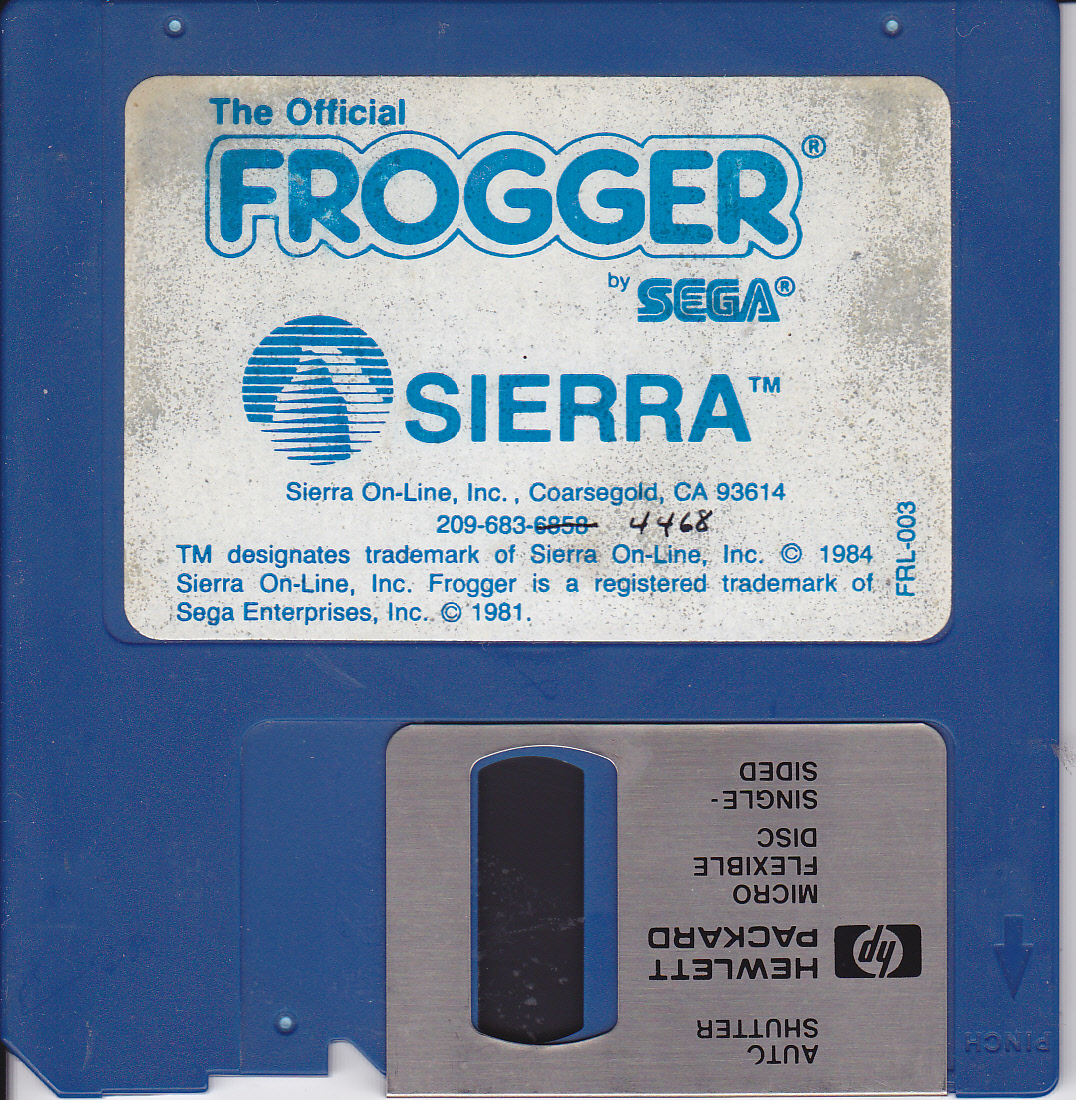
La versione originale di Frogger per PC è un disco di avvio

Un PC booter è un tipo di software per personal computer IBM compatibile distribuito sotto forma di disco di avvio, quindi eseguito direttamente all'accensione della macchina senza passare attraverso il sistema operativo. Su questi PC il sistema operativo utilizzato era di solito il DOS, ma con questo tipo di programmi non viene caricato affatto. Questo formato veniva utilizzato negli anni ottanta, solitalmente per la pubblicazione di videogiochi, su floppy disk da 5¼ pollici prima e 3½ pollici poi.
L'espressione "PC booter" non era utilizzata ai tempi della loro diffusione, ma è diventata comune successivamente; prima si parlava in ogni caso di giochi per PC o per IBM PC.
Il dischetto andava inserito nel drive prima dell'accensione, dopo la quale il computer caricava ed eseguiva subito il videogioco e niente altro, ignorando completamente il DOS, in quanto il programma fa solo accesso diretto all'hardware x86. Questo permette di avere più memoria a disposizione e generalmente maggiore velocità di esecuzione, in quanto si risparmiano quelle consumate dal sistema operativo. Tuttavia è una pratica che contraddice proprio lo scopo per cui esistono i sistemi operativi, che dovrebbero fornire ai programmi un ambiente di esecuzione efficiente, con accesso a driver e librerie già ottimizzati, anche per il gioco.
La ragione per la storica produzione dei PC booter è che inizialmente MS-DOS, il più diffuso dei DOS, offriva in realtà ben pochi vantaggi per quanto riguarda l'esecuzione dei videogiochi. Perciò a partire dai primi anni '80 sono usciti oltre 200 videogiochi PC booter.
L'orientamento degli sviluppatori è cambiato con il lancio del DOS 4.0 nel luglio 1988; nonostante il sistema offrisse ancora poche funzionalità di supporto ai videogiochi, fece diversi passi avanti, in particolare per i videogiochi migliorò il supporto della grafica e fornì un'interfaccia grafica per il mouse. Giochi basati sul mouse venivano già pubblicati per altre piattaforme e il DOS 4 ne agevolava finalmente lo sviluppo anche per gli x86, cosa che molti produttori fecero.
Su quasi 500 giochi per PC usciti nel 1989, solo 4 erano PC booter. L'era di questo formato era terminata e successivamente i videogiochi per IBM compatibili hanno sempre sfruttato il sistema operativo.
Col tempo molti videogiochi PC booter sono stati convertiti non ufficialmente in normali eseguibili per DOS, per una maggiore facilità di copia ed esecuzione anche da disco rigido, e sono disponibili come abandonware in questa forma. Il noto emulatore DOSBox può comunque eseguire anche le immagini disco dei PC booter originali con un'apposita procedura.